# Ковалик фіолетовий
Ковалик фіолетовий (Gambrinus violaceus) — вид жуків родини коваликів (Elateridae).

## Опис
Видовжений і стрункий жук, завдовжки близько 12 мм. На передньоспинці є безліч дрібних проколів, а на надкрилах — поздовжні смужки. Передньоспинка сірувато-чорна, а надкрила чорні з фіолетовим переливом. Личинки білуваті і нагадують личинок хрущака борошняного.

## Поширення
Вид має розірваний ареал по всій Європі, за винятком крайніх південних і північних районів. Цей вид дуже рідкісний у всьому своєму ареалі, оскільки живе лише в первісних лісах зі стародавніми деревами, площа яких зменшується.

## Спосіб життя
Жук мешкає у гнилій серцевині старих дерев, де живляться цвіллю. Цикл розвитку триває близько 2 років. Спаровування відбувається наприкінці квітня або на початку травня, після чого самиці відкладають яйця.

## Охорона
Раритетний вид комах, занесений до Червоного списку МСОП (охоронна категорія: вид перебуває в небезпечному стані). В Європі він охороняється Резолюції 6 Бернської конвенції, для яких Україна створює Смарагдову мережу, а також Директивою Європейського Союзу 92/43/ЄС «Про збереження природних оселищ та видів природної фауни і флори» (Додаток II. Види рослин і тварин, що становлять особливий інтерес для Європейського Союзу, збереження яких потребує створення територій особливої охорони).